# Distretto di ʿAyn Temūshent
Il distretto di ʿAyn Temūshent, francesizzato in Aïn Témouchent, è un distretto della provincia di ʿAyn Temūshent, in Algeria, con capoluogo ʿAyn Temūshent.

## Comuni
I comuni del distretto sono:
- ʿAyn Temūshent
- Sidi Ben Adda